# Чавес, Матео
Матео Чавес Гарсия (исп. Mateo Chávez García; род. 11 мая 2004) — мексиканский футболист, защитник нидерландского клуба АЗ и сборной Мексики.

## Клубная карьера
Чавес — воспитанник клуба «Гвадалахара». В 2022 году игрок начал выступать за дублирующий состав «Тапатио». 14 января 2024 года в матче против «Сантос Лагуна» он дебютировал в мексиканской Примере.

### АЗ
15 мая 2025 года подписал пятилетний контракт с нидерландским клуб АЗ. 7 августа дебютировал в матче Лиги конференций УЕФА против лихтенштейнского «Вадуца», выйдя на замену вместо Меса де Вита на 87-й минуте. 10 августа в домашнем матче с «Гронингеном» дебютировал в Эредивизи — Чавес появился на поле на 77-й минуте, а спустя 10 минут отдал голевой пас на Троя Парротта.

## Достижения
Сборная Мексики
- Победитель Золотого кубка КОНКАКАФ: 2025